# Liste der elektrischen Lokomotiven der PRR
Diese Liste bietet einen Überblick über die von Pennsylvania Railroad (PRR) eingesetzten Elektrolokomotiven.

## Elektrisches Streckennetz der PRR
Die Bahn betrieb 1085 km elektrifizierte Strecken, die aus der Verbindungen New York City–Washington, D.C. (Teil des Northeast Corridors) und Philadelphia–Harrisburg bestanden. 1962 verkehrten 267 Elektrolokomotiven und 500 Elektrotriebwagen auf 2307 Meilen (3712 km) mit Fahrleitung überspannten Gleisen.
Die erste elektrisch betriebene Strecke war die 1910 in Betrieb genommene Verbindung Manhattan Transfer–New York Pennsylvania Station–Sunnyside Yard. Sie wurde mit 650 V Gleichspannung aus einer von oben bestrichenen Stromschiene betrieben. Dasselbe System wurde von der Long Island Rail Road (LIRR) genutzt, die bis 1966 durch die PRR betrieben wurde.
Ab 1915 elektrifizierte Strecken wurde mit einer 11 kV-25 Hz-Wechselstrom-Oberleitung überspannt. 1933 wurde der 650 V-Gleichspannungsbetrieb der PRR auf Oberleitung umgestellt.

## Liste der elektrischen Lokomotiven der PRR (Zusammenfassung)
Diese Liste dient der einfachen visuellen Identifizierung der verschiedenen Baureihen.
| Elektrolokomotiven | Elektrolokomotiven | Elektrolokomotiven | Elektrolokomotiven  | Elektrolokomotiven                                                         | Elektrolokomotiven | Elektrolokomotiven | Elektrolokomotiven                                                 | Elektrolokomotiven   | Elektrolokomotiven   | Elektrolokomotiven | Elektrolokomotiven                                              | Elektrolokomotiven |
| Klasse             | Baujahr            | Stückzahl          | Achsfolge           | Antrieb                                                                    | vmax (mph)         | vmax (mph)         | Stromsystem                                                        | Stundenleistung (kW) | Stundenleistung (kW) | Ausrangiert        | Bild                                                            | Bemerkungen |
| Klasse             | Baujahr            | Stückzahl          | Achsfolge           | Antrieb                                                                    | mph                | km/h               | Stromsystem                                                        | hp                   | kW                   | Ausrangiert        | Bild                                                            | Bemerkungen |
| ------------------ | ------------------ | ------------------ | ------------------- | -------------------------------------------------------------------------- | ------------------ | ------------------ | ------------------------------------------------------------------ | -------------------- | -------------------- | ------------------ | --------------------------------------------------------------- | --- |
| AA1                | 1905               | 2                  | Bo’–Bo’             | Tatzlager                                                                  | 65                 |                    | 650 V = Dritte Schiene                                             | 1400                 | 1044                 | 1937               |                                                                 | Versuchslokomotiven mit schlechten Laufeigenschaften bei höherer Geschwindigkeit. Später noch als Rangierlokomotiven genutzt. |
| Odd D              | 1907               | 1                  | 2’B                 | Achsmotoren mit Hohlwelle                                                  |                    |                    | 11 kV 25 Hz Wechselstrom                                           | 750                  | 560                  |                    |                                                                 | Hälfte einer Doppellokomotive. Nur Versuchsbetrieb, aber Wegbereiter für die DD1. |
| DD1                | 1909–1911          | 33                 | 2’B+B2’             | Schrägstangen mit hochliegendem Motor                                      | 85                 | 137                | 650 V = Dritte Schiene                                             | 2130                 | 1567                 | ca. 1965           |                                                                 | Erste in Serie gebaute Elektrolokomotive der PRR. Eingesetzt auf den Tunnelzufahrten zur Penn Station in New York. |
| FF1                | 1917               | 1                  | (1’C)(C1’)          | Flache Schrägstangen                                                       |                    | 33                 | 11 kV 25 Hz Wechselstrom                                           |                      | 3680                 | 1940               |                                                                 | Versuchslokomotive, die für den Güterzugbetrieb gedacht war. Zu stark für das damalige Rollmaterial. |
| L5 L5a             | 1924–1928          | 24                 | 1’BB1’              | Flache Schrägstangen                                                       | 70                 | 110                | L5: 11 kV 25 Hz Wechselstrom L5a: 650 V = Dritte Schiene           | 3340                 | 2490                 | 1942               | L5 (1 Stück) L5a (23 Stück)                                     | Ursprünglich als Universallokomotive für Reise- und Güterzüge unter Gleich- oder Wechselstrom gedacht. Die schlechten Fahreigenschaften der Einrahmenlok führten dazu, dass nur Gleichstrom-Lokomotiven in Serie gebaut wurden, welche aber die DD1 nicht abzulösen vermochten. |
| BB1 BB2 BB3 B1 B3  | 1926–1935          | 42                 | Bo+Bo Bo            | Tatzlager                                                                  | 25                 | 40                 | BB2: 11 kV 25 Hz Wechselstrom alle anderen: 650 V = Dritte Schiene | 700                  | 520                  | ca. 1965           | Doppellokomotiven BB1, BB2 und BB3 Einfachlokomotiven B1 und B3 | Rangierlokomotiven, die teilweise als Doppellokomotiven abgeliefert wurden, später aber alle einzel betrieben wurden. |
| O1 O1a O1b O1c     | 1930–1931          | 8                  | 2’Bo2’              | alle außer O1b: Doppelmotoren Hohlwellen O1b: Doppelmotoren Buchli-Antrieb | 90                 | 145                | 11 kV 25 Hz Wechselstrom                                           | 2000                 | 1490                 | 1948               |                                                                 | Versuchslokomotiven mit verschiedenen Antrieben eingesetzt im leichten Reisezugverkehr. |
| P5 P5a P5b         | 1931–1937          | 92                 | 2’Co2’              | Doppelmotoren Hohlwellen                                                   |                    |                    | 11 kV 25 Hz Wechselstrom                                           |                      |                      | 1962               | Boxcab modified = stromlinienförmig                             | Erste in größerer Stückzahl gebaute Wechselstromlokomotive der PRR. Zuerst im Reisezugverkehr eingesetzt, später im Güterverkehr. Es wurden zwei Varianten gebaut: Boxcab-Lokomotiven und Stromlinienförmige, die modified genannt wurden.                                      |
| L6                 | 1932–1933          | 3                  | 1’Do1’              | Tatzlager                                                                  | 54                 | 87                 | 11 kV 25 Hz Wechselstrom                                           | 2500                 | 1860                 | 1962–1968          |                                                                 | Vorgesehen für den Güterzugdienst, aber zu leicht und Boxcab-Design, das nicht mehr als sicher angesehen wurde. |
| GG1                | 1935–1943          | 139                | (2’Co)(Co2’)        | Doppelmotoren Hohlwellen                                                   | 100                | 160                | 11 kV 25 Hz Wechselstrom                                           | 8500                 | 6338                 | 1966–1983          |                                                                 | Leistungsfähige Universallokomotive, die zur Legende wurde. |
| R1                 | 1934               | 1                  | 2’Do2’              | Doppelmotoren Hohlwellen                                                   | 100                | 160                | 11 kV 25 Hz Wechselstrom                                           | 5000                 | 3700                 | 1959               |                                                                 | Alternative zur GG1, wurde nicht in Serie gebaut. |
| DD2                | 1938               | 1                  | (2’Bo)(Bo2’)        | Doppelmotoren Hohlwellen                                                   | 70                 | 110                | 11 kV 25 Hz Wechselstrom                                           | 5000                 | 3700                 | 1962               |                                                                 | Nicht in Serie gebaute Universallokomotive, eingesetzt für den Schiebedienst im Baltimore-Tunnel. |
| FF2                | 1926–1929 (1958)   | 7                  | (1'Co)(Co1')        |                                                                            | 55                 | 88                 | 11 kV 25 Hz Wechselstrom                                           | 3300                 | 2460                 | 1960–1966          |                                                                 | Von der Great Northern übernommene Umformerlokomotive, die nur im Schiebedienst für Güterzüge eingesetzt wurde. |
| E2b                | 1951               | 3                  | Bo’Bo’+Bo’Bo’       | Tatzlager                                                                  |                    |                    | 11 kV 25 Hz Wechselstrom                                           | 5000                 | 3800                 | 1964               |                                                                 | Versuchsbaureihe für die Ablösung der P5a. Direktmotoren. |
| E3c                | 1951               | 1                  | Co’Co’+Co’Co’       | Tatzlager                                                                  |                    |                    | 11 kV 25 Hz Wechselstrom                                           | 6000                 | 4400                 | 1964               |                                                                 | Versuchsbaureihe für die Ablösung der P5a. Gleichrichtertechnik. |
| E3b                | 1951               | 1                  | Bo’Bo’Bo’+Bo’Bo’Bo’ | Tatzlager                                                                  |                    |                    | 11 kV 25 Hz Wechselstrom                                           | 6000                 | 4400                 | 1964               |                                                                 | Versuchsbaureihe für die Ablösung der P5a. Gleichrichtertechnik. |
| E44 E44a           | 1960–1963          | 66                 | Co’Co’              | Tatzlager                                                                  | 70                 | 113                | 11 kV 25 Hz Wechselstrom                                           | 4400 5000            | 3280 3700            | 1991               |                                                                 | Güterzuglokomotive in Gleichrichtertechnik. |

## Liste der elektrischen Lokomotiven der PRR (Details)
| Elektrolokomotiven    | Elektrolokomotiven                                                    | Elektrolokomotiven | Elektrolokomotiven          | Elektrolokomotiven | Elektrolokomotiven  | Elektrolokomotiven                    | Elektrolokomotiven          | Elektrolokomotiven            | Elektrolokomotiven                                                     | Elektrolokomotiven   | Elektrolokomotiven   | Elektrolokomotiven                        | Elektrolokomotiven                              | Elektrolokomotiven |
| Klasse                | Betriebsnummern                                                       | Baujahr            | Hersteller                  | Stückzahl          | Achsfolge           | Antrieb                               | vmax (mph)                  | vmax (mph)                    | Stromsystem                                                            | Stundenleistung (kW) | Stundenleistung (kW) | Bild                                      | Einsatz                                         | Ausrangiert        |
| Klasse                | Betriebsnummern                                                       | Baujahr            | Hersteller                  | Stückzahl          | Achsfolge           | Antrieb                               | mph                         | km/h                          | Stromsystem                                                            | hp                   | kW                   | Bild                                      | Einsatz                                         | Ausrangiert        |
| --------------------- | --------------------------------------------------------------------- | ------------------ | --------------------------- | ------------------ | ------------------- | ------------------------------------- | --------------------------- | ----------------------------- | ---------------------------------------------------------------------- | -------------------- | -------------------- | ----------------------------------------- | ----------------------------------------------- | ------------------ |
| AA1                   | 10001 3950 EZN 8 LIRR 323 Phoebe                                      | 1905               | PRR Juniata Westinghouse    | 1                  | Bo’–Bo’             | Tatzlager                             | 65                          | 105                           | 650 V = Dritte Schiene                                                 | 1400                 | 1044                 |                                           | Versuchslokomotive Rangierlokomotive            | 1937               |
| AA1                   | 10002 3951                                                            | 1905               | PRR Juniata Westinghouse    | 1                  | Bo’–Bo’             | Tatzlager, Achsmotor                  | 65                          | 105                           | 650 V = Dritte Schiene                                                 | 1240                 | 925                  |                                           | Versuchslokomotive Rangierlokomotive            |                    |
| Odd D                 | 10003                                                                 | 1907               | Baldwin Westinghouse        | 1                  | 2’B                 | Hohlwellen                            |                             |                               | 11 kV 25 Hz Wechselstrom                                               | 750                  | 560                  |                                           | Versuchslokomotive                              |                    |
| DD1                   | Doppellokomotiven: EZN10–EZN42 Lokhälften: 3932–3949 3952–3999        | 1909–1911          | PRR Juniata Westinghouse    | 33                 | 2’B+B2’             | Schrägstangen mit hochliegendem Motor | 85                          | 137                           | 650 V = Dritte Schiene                                                 | 2130                 | 1567                 |                                           | Tunnelzufahrten New York Long Island Rail Road  | ca. 1965           |
| FF1                   | 3931 Big Liz                                                          | 1917               | PRR Juniata Westinghouse    | 1                  | (1’C)(C1’)          | Flache Schrägstangen                  | 21                          | 33                            | 11 kV 25 Hz Wechselstrom                                               |                      | 3680                 |                                           | Versuchslokomotive                              | 1940               |
| L5a L5pdw             | 3922–3927 7812–7815                                                   | 1926 1927          | PRR Juniata Westinghouse    | 10                 | 1’BB1’              | Flache Schrägstangen                  | 70                          | 110                           | 650 V = Dritte Schiene                                                 | 3340                 | 2490                 |                                           | Tunnelzufahrten New York                        | 1942               |
| L5a L5pdw             | 3928–3929                                                             | 1924–1925          | PRR Juniata Westinghouse    | 2                  | 1’BB1’              | Flache Schrägstangen                  | 70                          | 110                           | 650 V = Dritte Schiene                                                 | 3340                 | 2490                 |                                           | Vorserienloks Tunnelzufahrten New York          | 1942               |
| L5 L5paw L5faw        | 3930                                                                  | 1924               | PRR Juniata Westinghouse    | 1                  | 1’BB1’              | Flache Schrägstangen                  | 70                          | 110                           | 11 kV 25 Hz Wechselstrom                                               | 3340                 | 2490                 | L5paw (Reisezug-Lok) L5faw (Güterzug-Lok) | Vorserienlok Reisezüge Fernverkehr              | 1944               |
| L5pdb                 | 7801–7807                                                             | 1927–1928          | PRR Juniata BBC             | 7                  | 1’BB1’              | Flache Schrägstangen                  | 70                          | 110                           | 650 V = Dritte Schiene                                                 | 3340                 | 2490                 |                                           | Tunnelzufahrten New York                        | 1942               |
| L5pdg                 | 7808–7811                                                             | 1928               | PRR Altoona GE              | 4                  | 1’BB1’              | Flache Schrägstangen                  | 70                          | 110                           | 650 V = Dritte Schiene                                                 | 3340                 | 2490                 |                                           | Tunnelzufahrten New York                        | 1942               |
| BB1 B1                | 3900–3901                                                             | 1926               | PRR Altoona Westinghouse    | 2                  | Bo+Bo Bo            | Tatzlager                             | 25                          | 40                            | 11 kV 25 Hz Wechselstrom                                               | 700                  | 520                  |                                           | Vorserienlok Rangierdienst                      | ca. 1965           |
| BB2 B1                | 3910–3921                                                             | 1926               | PRR Altoona Westinghouse    | 12                 | Bo+Bo Bo            | Tatzlager                             | 25                          | 40                            | 650 V = Dritte Schiene 1934–1935: rebuilt for 11 kV 25 Hz Wechselstrom | 700                  | 520                  |                                           | Rangierdienst New York                          | ca. 1965           |
| BB3 B3                | LIRR BB3 Lokhälften: 324A–330A 324B–330B B3 Einzellokomotiven 324–337 | 1926               | PRR Altoona Westinghouse    | 14                 | Bo+Bo Bo            | Tatzlager                             | 25                          | 40                            | 11 kV 25 Hz Wechselstrom                                               | 700                  | 520                  |                                           | Güterzüge auf dem Bay Ridge Branch              | ca. 1955           |
| B1                    | 5684–5697                                                             | 1934–1935          | PRR Altoona Allis-Chalmers  | 14                 | Bo                  | Tatzlager                             | 25                          | 40                            | 11 kV 25 Hz Wechselstrom                                               | 700                  | 520                  |                                           | Rangierdienst                                   | ca. 1965           |
| O1                    | 7850–7851                                                             | 1930               | PRR Altoona Westinghouse    | 2                  | 2’Bo2’              | Hohlwellen                            | 90                          | 145                           | 11 kV 25 Hz Wechselstrom                                               | 2000                 | 1490                 |                                           | Leichte Reisezüge                               | 1948               |
| O1a                   | 7852–7853                                                             | 1930               | PRR Altoona GE              | 2                  | 2’Bo2’              | Hohlwellen                            | 90                          | 145                           | 11 kV 25 Hz Wechselstrom                                               | 2500                 | 1860                 |                                           | Leichte Reisezüge                               | 1949, 1961         |
| O1b                   | 7854–7855                                                             | 1931               | PRR Altoona BBC             | 2                  | 2’Bo2’              | Buchli                                | 90                          | 145                           | 11 kV 25 Hz Wechselstrom                                               | 2200                 | 1640                 |                                           | Leichte Reisezüge                               | 1948               |
| O1c                   | 7856                                                                  | 1931               | PRR Altoona Westinghouse    | 1                  | 2’Bo2’              | Hohlwellen                            | 90                          | 145                           | 11 kV 25 Hz Wechselstrom                                               | 2500                 | 1860                 |                                           | Leichte Reisezüge                               | 1949               |
| O1c                   | 7857                                                                  | 1931               | PRR Altoona GE              | 1                  | 2’Bo2’              | Hohlwellen                            | 90                          | 145                           | 11 kV 25 Hz Wechselstrom                                               | 2500                 | 1860                 |                                           | Leichte Reisezüge                               | 1961               |
| P5                    | 7898, 4700                                                            | 1931               | PRR Altoona GE              | 1                  | 2’Co2’              | Doppelmotoren Hohlwellen              | Güterzüge: 70 Reisezüge: 90 | Güterzüge: 113 Reisezüge: 145 | 11 kV 25 Hz Wechselstrom                                               | 3750                 | 2800                 | Boxcab                                    | Vorserienlokomotive Schwere Reisezüge Güterzüge |                    |
| P5                    | 7899, 4791                                                            | 1931               | PRR Altoona Westinghouse    | 1                  | 2’Co2’              | Doppelmotoren Hohlwellen              | Güterzüge: 70 Reisezüge: 90 | Güterzüge: 113 Reisezüge: 145 | 11 kV 25 Hz Wechselstrom                                               | 3750                 | 2800                 | Boxcab                                    | Vorserienlokomotive Schwere Reisezüge Güterzüge | 1950               |
| P5a                   | 4701–4742                                                             | 1932–1933          | Baldwin Westinghouse        | 42                 | 2’Co2’              | Doppelmotoren Hohlwellen              | Güterzüge: 70 Reisezüge: 90 | Güterzüge: 113 Reisezüge: 145 | 11 kV 25 Hz Wechselstrom                                               | 3750                 | 2800                 | Boxcab                                    | Schwere Reisezüge Güterzüge                     |                    |
| P5a                   | 4743–4754                                                             | 1935               | Baldwin Westinghouse        | 12                 | 2’Co2’              | Doppelmotoren Hohlwellen              | Güterzüge: 70 Reisezüge: 90 | Güterzüge: 113 Reisezüge: 145 | 11 kV 25 Hz Wechselstrom                                               | 3750                 | 2800                 | modified                                  | Schwere Reisezüge Güterzüge                     |                    |
| P5a                   | 4755–4769 4771–4774                                                   | 1932               | GE                          | 19                 | 2’Co2’              | Doppelmotoren Hohlwellen              | Güterzüge: 70 Reisezüge: 90 | Güterzüge: 113 Reisezüge: 145 | 11 kV 25 Hz Wechselstrom                                               | 3750                 | 2800                 | Boxcab                                    | Schwere Reisezüge Güterzüge                     |                    |
| P5a                   | 4770                                                                  | 1932               | GE                          | 1                  | 2’Co2’              | Doppelmotoren Hohlwellen              | Güterzüge: 70 Reisezüge: 90 | Güterzüge: 113 Reisezüge: 145 | 11 kV 25 Hz Wechselstrom                                               | 3750                 | 2800                 | modified                                  | Schwere Reisezüge Güterzüge                     |                    |
| P5a                   | 4775–4779                                                             | 1935               | GE                          | 5                  | 2’Co2’              | Doppelmotoren Hohlwellen              | Güterzüge: 70 Reisezüge: 90 | Güterzüge: 113 Reisezüge: 145 | 11 kV 25 Hz Wechselstrom                                               | 3750                 | 2800                 | modified                                  | Schwere Reisezüge Güterzüge                     |                    |
| P5a                   | 4780–4781 4783, 4785, 4787                                            | 1934–1935          | PRR Altoona Westinghouse    | 5                  | 2’Co2’              | Doppelmotoren Hohlwellen              | Güterzüge: 70 Reisezüge: 90 | Güterzüge: 113 Reisezüge: 145 | 11 kV 25 Hz Wechselstrom                                               | 3750                 | 2800                 | modified = stromlinienförmig              | Schwere Reisezüge Güterzüge                     | 1962               |
| P5a                   | 4782, 4784, 4786 4788–4790                                            | 1935               | PRR Altoona GE              | 6                  | 2’Co2’              | Doppelmotoren Hohlwellen              | Güterzüge: 70 Reisezüge: 90 | Güterzüge: 113 Reisezüge: 145 | 11 kV 25 Hz Wechselstrom                                               | 3750                 | 2800                 | modified                                  | Schwere Reisezüge Güterzüge                     | 1962               |
| P5b                   | 4702                                                                  | 1937               | PRR Altoona                 | 1                  | 2’Co2’              | Doppelmotoren Hohlwellen              | Güterzüge: 70 Reisezüge: 90 | Güterzüge: 113 Reisezüge: 145 | 11 kV 25 Hz Wechselstrom                                               | 5620                 | 3910                 | Boxcab                                    | Schwere Reisezüge Güterzüge                     |                    |
| L6                    | 7825 5938                                                             | 1932               | PRR Altoona Westinghouse    | 1                  | 1’Do1’              | Tatzlager                             | 54                          | 87                            | 11 kV 25 Hz Wechselstrom                                               | 2500                 | 1900                 |                                           | Güterzüge                                       | 1962               |
| L6                    | 7826 5939                                                             | 1932               | PRR Altoona GE              | 1                  | 1’Do1’              | Tatzlager                             | 54                          | 87                            | 11 kV 25 Hz Wechselstrom                                               | 2500                 | 1900                 |                                           | Güterzüge                                       | 1968               |
| L6a                   | 5940                                                                  | 1933               | Lima Westinghouse           | 1                  | 1’Do1’              | Tatzlager                             | 54                          | 87                            | 11 kV 25 Hz Wechselstrom                                               | 2500                 | 1900                 |                                           | Güterzüge                                       | 1966               |
| GG1                   | 4800–4814                                                             | 1934–1935          | GE                          | 15                 | (2’Co)(Co2’)        | DoppelmotorenHohlwellen               |                             |                               | 11 kV 25 Hz Wechselstrom                                               |                      |                      |                                           |                                                 |                    |
| GG1                   | 4815–4938                                                             | 1935–1943          | PRR Altoona GE Westinghouse | 124                | (2’Co)(Co2’)        | DoppelmotorenHohlwellen               |                             |                               | 11 kV 25 Hz Wechselstrom                                               |                      |                      |                                           |                                                 |                    |
| R1                    | 4800 4899 4999                                                        | 1934               | Baldwin Westinghouse        | 1                  | 2’Do2’              | Doppelmotoren Hohlwellen              | 100                         | 160                           | 11 kV 25 Hz Wechselstrom                                               | 5000                 | 3700                 |                                           | 1959                                            |                    |
| DD2                   | 5800                                                                  | 1938               | PRR Altoona Westinghouse    | 1                  | (2’Bo)(Bo2’)        | Doppelmotoren Hohlwellen              | 70                          | 110                           | 11 kV 25 Hz Wechselstrom                                               | 5000                 | 3700                 |                                           |                                                 | 1962               |
| FF2                   |                                                                       | 1926–1929 (1958)   |                             | 7                  | (1'Co)(Co1')        |                                       | 55                          | 88                            | 11 kV 25 Hz Wechselstrom                                               | 3300                 | 2460                 |                                           |                                                 | 1960–1966          |
| E2b                   | 4939–4944                                                             | 1951               | GE                          | 3                  | Bo’Bo’+Bo’Bo’       | Tatzlager                             |                             |                               | 11 kV 25 Hz Wechselstrom                                               | 5000                 | 3800                 |                                           |                                                 | 1964               |
| E3c                   | 4997 4998                                                             | 1951               | Baldwin Lima Westinghouse   | 1                  | Co’Co’+Co’Co’       | Tatzlager                             |                             |                               | 11 kV 25 Hz Wechselstrom                                               | 6000                 | 4400                 |                                           |                                                 | 1964               |
| E3b                   | 4995 4496                                                             | 1951               | Baldwin Lima Westinghouse   | 1                  | Bo’Bo’Bo’+Bo’Bo’Bo’ | Tatzlager                             |                             |                               | 11 kV 25 Hz Wechselstrom                                               | 6000                 | 4400                 |                                           |                                                 | 1964               |
| E44                   | 4400–4437                                                             | 1960–1963          | GE                          | 38                 | Co’Co’              | Tatzlager                             | 70                          | 113                           | 11 kV 25 Hz Wechselstrom                                               | 4400                 | 3280                 |                                           |                                                 | 1991               |
| E44a Aufgerüstete E44 | 4438-4459                                                             | 1963–1970 Umbau    | GE                          | 22                 | Co’Co’              | Tatzlager                             | 70                          | 113                           | 11 kV 25 Hz Wechselstrom                                               | 5000                 | 3700                 |                                           |                                                 | 1991               |
| E44a                  | 4460–4465                                                             | 1963               | GE                          | 6                  | Co’Co’              | Tatzlager                             | 70                          | 113                           | 11 kV 25 Hz Wechselstrom                                               | 5000                 | 3700                 |                                           |                                                 | 1991               |